# Carbasea elegans
Carbasea elegans är en mossdjursart som beskrevs av Busk 1852. Carbasea elegans ingår i släktet Carbasea och familjen Flustridae. Inga underarter finns listade i Catalogue of Life.